# Bojary (ort i Vitryssland)
Bojary (vitryska: Баяры) är en by i Belarus.   Den ligger i voblasten Brests voblast, i den sydvästra delen av landet, 210 km söder om huvudstaden Minsk. Bojary ligger 137 meter över havet och antalet invånare är 189.

## Natur och klimat
Terrängen runt Bojary är mycket platt. Runt Bojary är det ganska tätbefolkat, med 58 invånare per kvadratkilometer.. Närmaste större samhälle är Pinsk, 8,5 km söder om Bojary.
Trakten runt Bojary består till största delen av jordbruksmark.